# Margareta Sylwan
Margareta Sylwan. född 2 juni 1915 i Långshyttan, Husby socken, Kopparbergs län, död 24 januari 2009 i Stockholm, var en svensk  tecknare, målare och grafiker.
Hon var dotter till banktjänstemannen Johan Wålinder och Eline Karlsson och från 1940 gift med advokaten Torsten Hjalmar Theodor Sylwan. Hon studerade teckning och målning vid Schule Reimann i Berlin 1935–1937 samt teckning och etsning vid Bremer Kunsthochschule och målarskolor i München. Efter studierna var hon anställd som reportagetecknare vid Åhlén & Åkerlunds förlag 1937–1942 och vid Aftontidningen 1942–1952 och därefter vid Dagens nyheter. Under sin tid vid tidningarna genomförde hon ett flertal kombinerade studie- och reportageresor bland annat till USA, Spanien och Jugoslavien. Separat ställde hon ut på AT-centralen i Stockholm 1946 och tillsammans med Björn Berg ställde hon ut i Örnsköldsvik 1965. Hon medverkade i en grupputställning med tidningstecknare på Welamsons konstgalleri, Eskilstuna konstmuseum och Kilbergs konstsalong i Helsingborg  1951 samt i utställningen Svart och vitt på Konstakademien och i samlingsutställningar arrangerade av Dalarnas konstförening. Hennes konst består av figurer och landskapsmålningar med motiv från Spanien eller Stockholm utförda i olja eller pastell samt teckningar med situationsbilder från riksdagen, politiska motiv, karikatyrer, rättegångsbilder samt andra dagshändelser. Som illustratör illustrerade hon bland annat antologin 20 samtida svenska skalder 1953 och Willy Maria Lundbergs böcker Den oförstörda byn och Älska skogen jugoslav. Sylwan finns representerad vid Eskilstuna konstmuseum och Gustav VI Adolfs samling.